# Rauhreif
Rauhreif ist ein deutscher Fernsehfilm von Hans-Erich Korbschmitt aus dem Jahr 1963.
Der Film spielt im Oderbruch im Frühjahr 1962. Er nimmt des Öfteren Bezug auf die genau zwei Jahre zuvor erfolgte Kollektivierung in den beiden zugrundeliegenden Landwirtschaftlichen Produktionsgenossenschaften (LPG) im „Frühjahr sechzig“. Auch der inzwischen erfolgte Bau der  Berliner Mauer im August 1961 wird indirekt erwähnt. Die Aufführung des Films bereits 1963 zeigt, wie wichtig es den Entscheidungsträgern gewesen sein muss, das Thema LPG zeitgenössisch zu verarbeiten.

## Handlung
Nach einem Jahr kommt Thomas aus dem Oderbruch in sein höher gelegenes Heimatdorf zu Besuch. Er will seinen Vater sprechen, doch ist der unterwegs. Unverrichteter Dinge fährt Thomas zurück zu seiner Frau. Die Ehe läuft schlecht. Vor zwei Jahren war Thomas voller Enthusiasmus. An der Seite seines Vaters trieb er die Bauern in die LPG. Die Zwangskollektivierung schaffte vor allem Unmut und Verweigerung. Vater Rothardt gilt als Entscheider und ist aufgrund seiner Härte so geachtet wie gefürchtet. Er ist Vorsitzender der LPG, die in den zwei Jahren zu den Vorzeige-Genossenschaften des Kreises wurde. Sohn Thomas stand in Entscheidungen oftmals gegen den Vater, der ihm deutlich machte, dass er selbst nach seinem Tod seine Nachfolge in der LPG nicht antreten werde. In Einvernehmen mit dem 1. Sekretär der Kreisleitung wurde Thomas stellvertretender Vorsitzender der Nachbar-LPG im Oderbruch. Hier ist der Widerstand unter den zwangkollektivierten Bauern besonders hoch. Notfalls täuschen sie Krankheiten vor, um nicht mit anderen auf den Feldern arbeiten zu müssen. Das Vieh erhält keine Pflege, die Erträge gehen zurück und Thomas kann sich nicht durchsetzen. Hatten die unwilligen Bauern ihn zu Beginn als Sohn vom Rothardt gefürchtet und die LPG-Begeisterten erwartet, sind nach zwei Jahren die Fronten klar: Die Unwilligen kommen mit ihrem Tun durch, während die Willigen desillusioniert sind und vor Thomas den Respekt verlieren. Der wiederum ist zu stolz, um seinen Vater um Rat und Hilfe zu bitten.
Eines Tages reicht es Thomas’ Frau Anne. Die Lehrerin hatte nie in das Dorf gewollt und verzweifelt daran, dass Thomas’ Lage zwar aussichtslos ist, er jedoch nicht aufgeben kann. Sie will ihn verlassen, begibt sich jedoch nur zum alten Rothardt und berichtet ihm, wie die Lage in der LPG ist. Auch der Kreissekretär hatte ihn aufgesucht und ihm deutlich gemacht, dass Thomas damals nicht weggeschickt wurde, um die Aufgabe in der LPG allein zu meistern. Selbstverständlich sollte er in seinem Vater einen Rückhalt finden. Rothardt hat ein Einsehen und sucht Thomas auf. Der berichtet ihm zwar von den Problemen, sieht die Ursache dafür aber ausschließlich in den Bauern. Eigene Fehler erkennt er nicht. Rothardt redet ihm ins Gewissen und verspricht, ihm zu helfen. Mit Geflügelexpertin Franka und Schweinemeister Kersten kehrt er bald darauf in die LPG zurück. Sie werden eine Weile bleiben und ihr Wissen und ihre Erfahrungen weitergeben. Rothardt greift in der nächsten Zeit durch. Wer sein Vieh nicht versorgt und daher weniger Ertrag als möglich erzielt, wird zukünftig weniger Geld bekommen und muss rückwirkend den so verursachten Schaden an der LPG begleichen. Wer aus Faulheit andere die Arbeit tun lässt, die er selbst nicht verrichtet, hat denjenigen zu entlohnen. Langsam setzt ein Umdenken ein, zumal auch LPG-Vorsitzender Braune auf seine Vergehen hingewiesen, jedoch nicht abgesetzt wird. Am Ende zeigt sich, dass auch die Ehe von Anne und Thomas wieder eine Chance hat.

## Produktion
Rauhreif basiert auf dem gleichnamigen Hörspiel von Bernhard Seeger, der auch das Drehbuch schrieb. Die Kostüme schuf Luise Schmidt, die Filmbauten stammen von Paul Lehmann. Der Film erlebte am 15. September 1963 auf DFF 1 seine Fernsehpremiere. Im Februar 2011 kam der Film bei Icestorm im Rahmen der Reihe DDR TV-Archiv auf DVD heraus.

## Kritik
Für den film-dienst war Rauhreif ein „konventioneller Fernsehfilm, der offensichtlich zur Propagierung gegenseitiger Hilfe in der genossenschaftlichen Landwirtschaft in Auftrag gegeben wurde.“